# Oosteinde
Oosteinde, dialekt groningski t Oost-èn – wieś w Holandii, w prowincji Groningen, w gminie Eemsmond, w pobliżu rzeki Groote Tjariet.

## Galeria

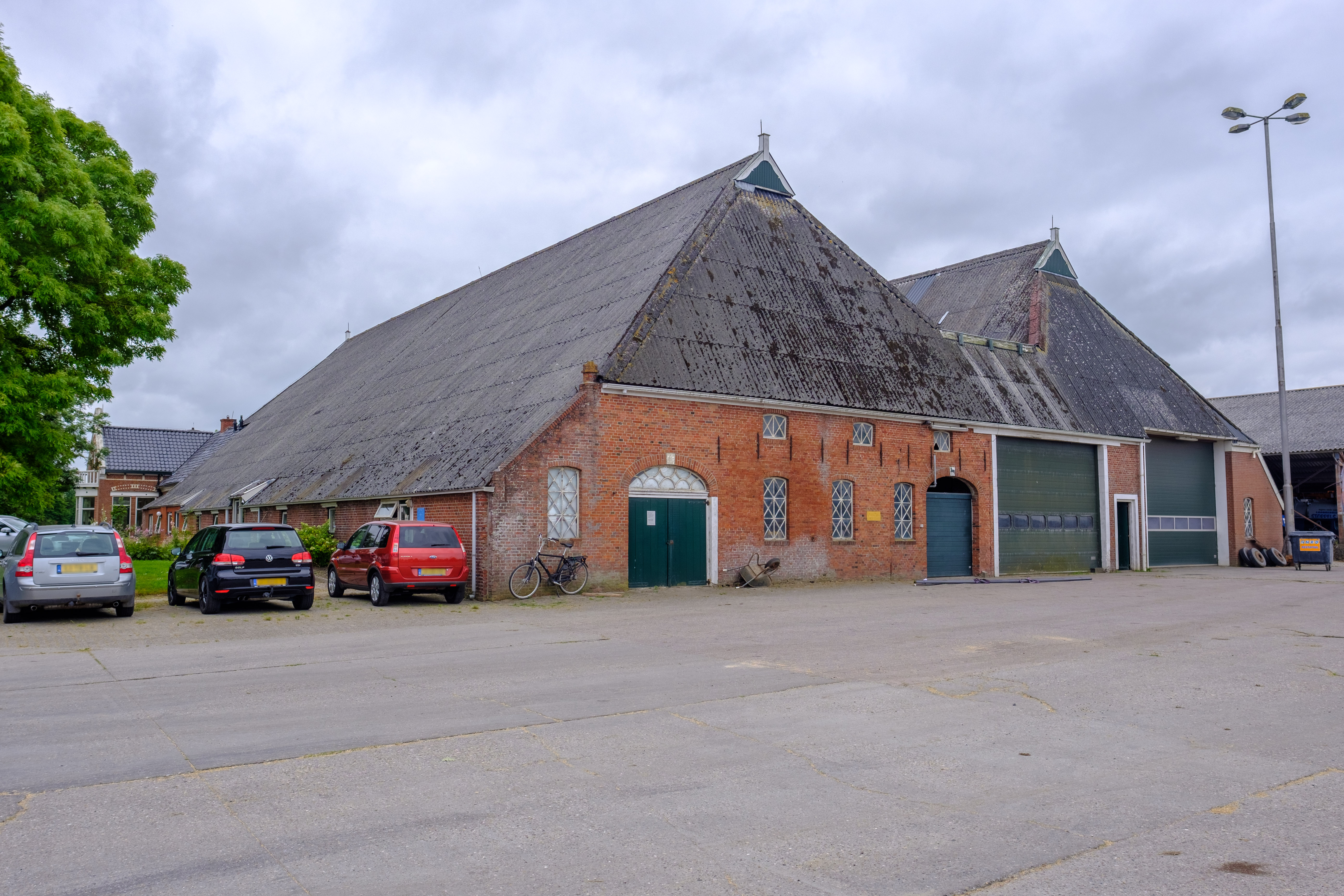
Farma w Oosteinde
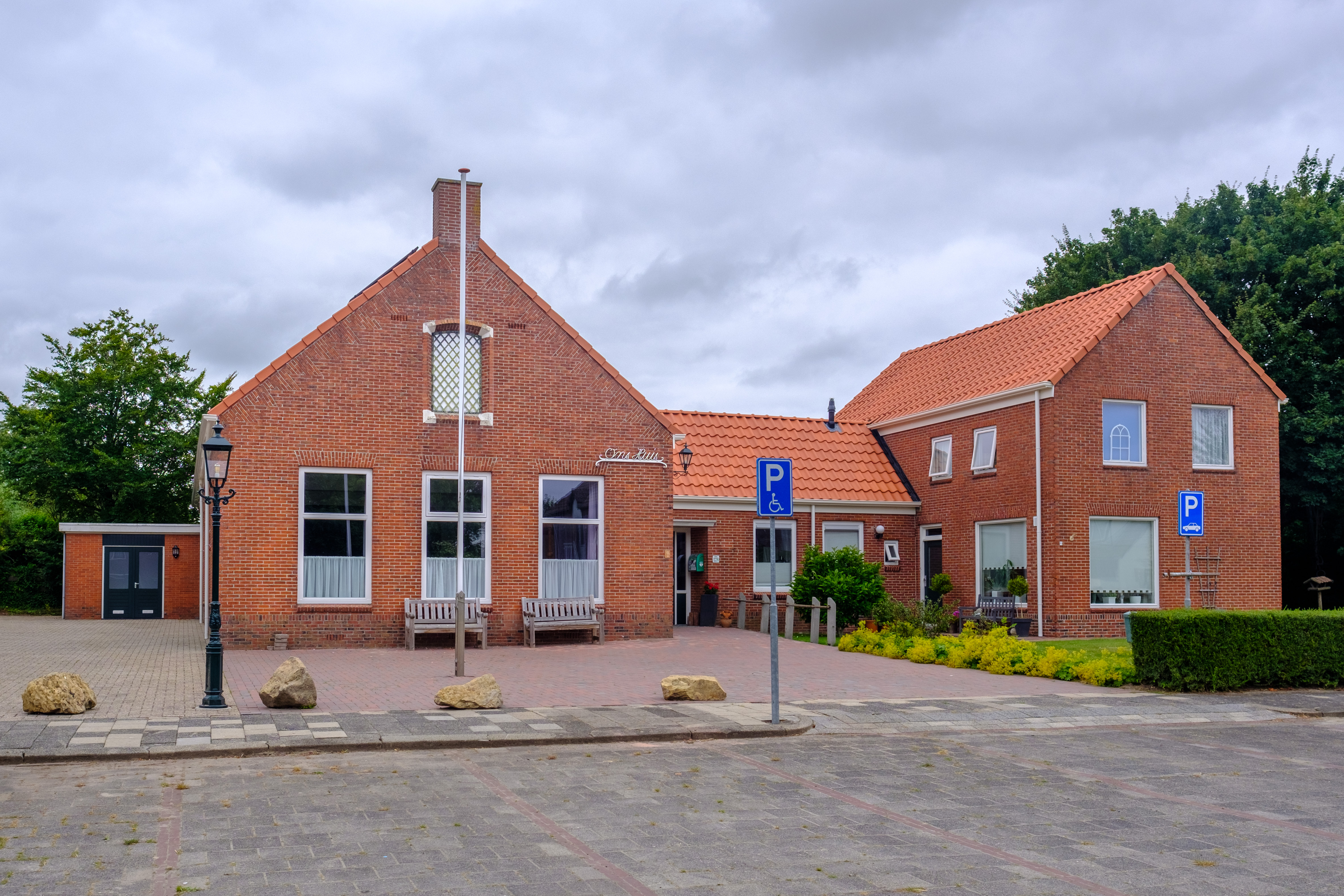
Dom na wsi
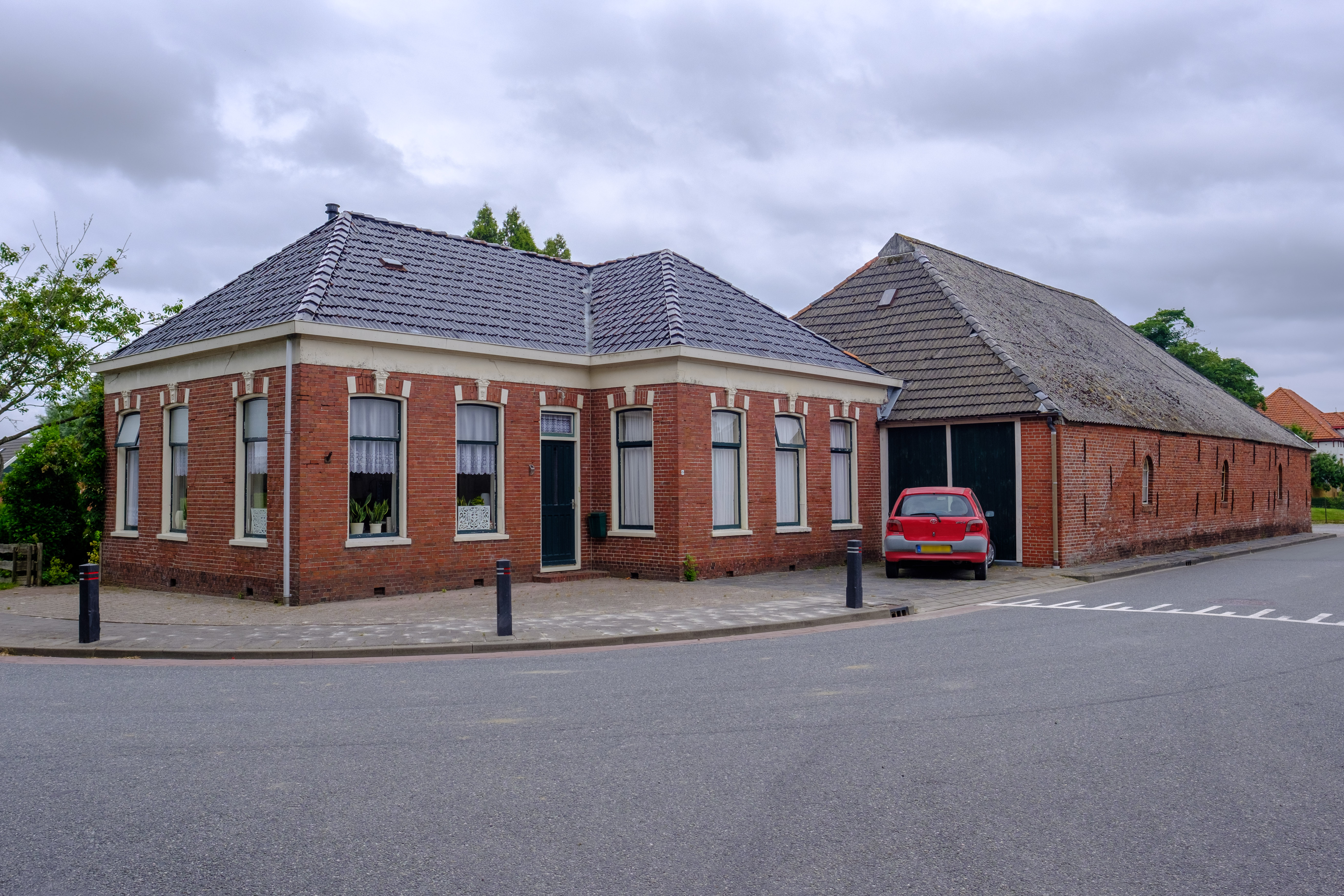
Dom/farma w Oosteinde